# 比奇洛 (明尼蘇達州)
比奇洛（英語：Bigelow）是一個位於美國明尼蘇達州諾布爾斯縣的城市，南與愛荷華州接壤。

## 人口

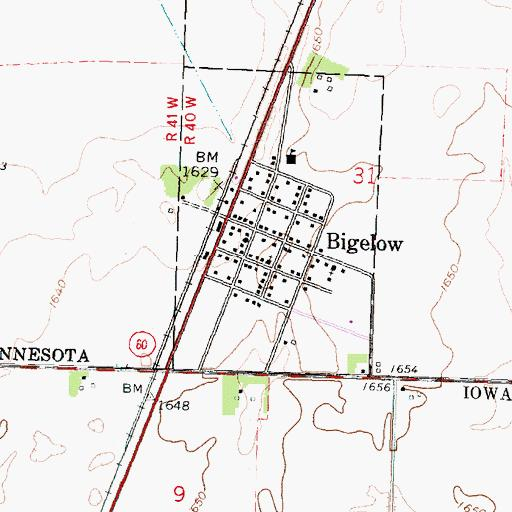
比奇洛的地形圖

根據2020年美國人口普查的數據，比奇洛的面積為1.02平方千米，皆為陸地。當地共有人口227人，而人口密度為每平方千米223人。